# Erjavecia
Erjavecia is een geslacht van slakken uit de  familie van de Clausiliidae.

## Soorten
De volgende soorten zijn bij het geslacht ingedeeld:
- Erjavecia bergeri (Rossmässler, 1836)